# Dvojnaja familija
Dvojnaja familija (russisk: Двойная фамилия) er en russisk-kasakhisk spillefilm fra 2006 af Stanislav Mitin.

## Medvirkende
- Oleg Stefan som Vozdvizjenskij
- Oksana Bazilevitj
- Sergej Barkovskij som Viktor
- Slava Korobitsin som Filipp
- Misja Kozjeurov